# George Halkidis
George Halkidis (Newmarket, 18 giugno 1982) è un ex hockeista su ghiaccio canadese, di ruolo difensore.

## Carriera
Esordì nella OHL (Ontario Hockey League) con i North Bay Centennials (66 presenze e 2 gol) nella stagione 1999-2000. Dopo 3 stagioni passò ai Kitchener Rangers (60 presenze 10 gol) per una sola stagione, prima di passare al mondo professionistico in ECHL con i Peoria Rivermen (65 presenze e 5 gol).
Nel 2004 arrivò in Italia, con la maglia della Sportiva Hockey Club Fassa, mentre l'anno successivo giocò con il Sportverein Ritten-Renon (42 presenze e 6 gol).
Nel 2006-2007 ritornò in Nordamerica nella Central Hockey League (CHL) con i Wichita Thunder (48 presenze e 5 gol). Nel 2007 ritornò in Italia giocando nella squadra dell'Alleghe Hockey.
Dopo un anno lontano dalle piste Halkidis giocò la stagione 2009-2010 in Elite Ice Hockey League con la maglia degli Hull Stingrays. Nel 2010 tornò ancora in Italia in Serie A2 con l'Hockey Club Eppan-Appiano. All'inizio del 2011 si trasferì in Svezia presso l'IF Björklöven, per poi ritirarsi definitivamente dall'hockey giocato al termine della stagione.

## Palmarès

### Club
- Memorial Cup: 1

Kitchener: 2002-2003